# Carme (poesia)
Il carme è una forma poetica che, a seconda dei tempi, ha indicato un diverso tipo di genere letterario. Si tratta dell'italianizzazione del termine latino Carmen.

## Antica Roma
Il carme veniva usato in origine presso i Romani per indicare una poesia dal tono solenne e dal carattere rituale e propiziatorio come il Carmen Saliare e il Carmen Arvale.
Più tardi venne usato, prendendo l'esempio dal carme amebeo di origine greca, negli Idilli di Teocrito e nelle Bucoliche di Publio Virgilio Marone ma in forma semplificata.

Carmina convivalia venivano poi chiamati quei canti, in versi saturni, che venivano intonati durante i banchetti e carmina triumphalia quelli che venivano improvvisati, anch'essi in versi saturni, per inneggiare al trionfo di un condottiero.
In latino il termine Carmen va spesso a indicare generi diversi dalla poesia, come i responsi profetici o le formule magiche. Pertanto i poeti che definivano la propria poesia carmen potevano voler indicare una connessione con un ambito magico-sacrale. Perfino le sentenze delle leggi delle XII tavole furono definite carmina.

## Medioevo
Durante il Medioevo vennero chiamati carmina i poemi di carattere storico e guerriero, come il Carmen de bello Saxonico, scritto tra il 1075 e il 1076 in versi leonini, o il Carmen in victoriam Pisanorum, anonimo, in versi formati da un settenario sdrucciolo a continuazione e un ottonario piano o ancora il Carmen de bello mediolanensium adversus Comenses che risale circa al 1127 scritto in esametri da Marcus Cumanus.

Ma il termine carme lo troviamo applicato, nel Medioevo, anche a generi diversi come i Carmina Burana, tipico canto goliardico, e al Carmina cantabrigiensia del 1050 circa, che consisteva in una raccolta di poesie sacre e profane.

## Dall'Umanesimo in poi
Dal Petrarca al Boccaccio, dal Boiardo al Bembo, all'Ariosto e fino al Pascoli furono chiamati carmina i componimenti poetici in lingua latina.
Fu Ugo Foscolo che, ripristinando il significato originale del termine, chiamò "carme" una poesia in italiano ispirata alle Odi di Pindaro: le sue Le Grazie e Dei sepolcri, culmine della parentesi neoclassica della poesia italiana.